# Сен-Мишель-де-Воланжи
Сен-Мише́ль-де-Воланжи́ (фр. Saint-Michel-de-Volangis) — коммуна во Франции, находится в регионе Центр. Департамент — Шер. Входит в состав кантона Экс-д’Анжийон. Округ коммуны — Бурж.
Код INSEE коммуны — 18226.

## География
Коммуна расположена приблизительно в 190 км к югу от Парижа, в 95 км юго-восточнее Орлеана, в 10 км к северо-востоку от Буржа.
По территории коммуны протекает небольшая река Ланжи (фр. Langis).

## Население
Население коммуны на 2008 год составляло 453 человека.
| 1962 | 1968 | 1975 | 1982 | 1990 | 1999 | 2008 |
| ---- | ---- | ---- | ---- | ---- | ---- | ---- |
| 216  | 176  | 169  | 261  | 334  | 331  | 453  |

## Администрация
| Период | Период | Фамилия        | Партия      | Примечания |
| ------ | ------ | -------------- | ----------- | ---------- |
| 2001   | 2008   | Анн-Мари Сиру  |             |            |
| 2008   | 2014   | Жан-Марк Годар | Новый центр |            |

## Экономика
Основу экономики составляет сельское хозяйство.
В 2007 году среди 293 человек в трудоспособном возрасте (15-64 лет) 235 были экономически активными, 58 — неактивными (показатель активности — 80,2 %, в 1999 году было 72,4 %). Из 235 активных работали 222 человека (110 мужчин и 112 женщин), безработных было 13 (6 мужчин и 7 женщин). Среди 58 неактивных 12 человек были учениками или студентами, 38 — пенсионерами, 8 были неактивными по другим причинам.

## Достопримечательности
- Замок Тюрли[фр.] (XV век). Исторический памятник с 2006 года[3]
- Приходская церковь Сен-Мишель (XII век)
  - Статуя «Мадонна с младенцем» (XVI век). Высота — 78 см. Исторический памятник с 1934 года[4]
  - Статуя «Богоматерь Скорбящая» (XV век). Высота — 58 см. Исторический памятник с 1934 года[5]
  - Дарохранительница, главный алтарь (XVII век). Исторический памятник с 1913 года[6]